# Pat O'Connor (pilota automobilistico)
Patrick James O'Connor, detto Pat (North Vernon, 9 ottobre 1928 – Speedway, 30 maggio 1958), è stato un pilota automobilistico statunitense.

## Carriera
Tra il 1950 e il 1960, la 500 Miglia di Indianapolis faceva parte del Campionato Mondiale, per questo O'Connor ha all'attivo anche 5 Gran Premi in Formula 1.
Partecipò 5 volte alla 500 Miglia di Indianapolis, conquistando la pole position nell'edizione 1957 e ottenendo come miglior piazzamento finale l'ottavo posto nel 1955 e 1957.
Nella 500 Miglia del 1958, rimase coinvolto in una collisione multipla, alla curva 3 durante il primo giro, quando Dick Rathmann si scontrò con Ed Elisian andato in testacoda; entrambi andarono a muro e innescarono un tamponamento di 15 vetture. Nella carambola, l'auto di O'Connor colpì l'auto di Jimmy Reece, decollò di circa 15 m in aria, si capovolse e atterrò sottosopra prendendo fuoco, senza lasciare via di scampo al pilota.
Sebbene, una volta domate le fiamme, il corpo di O'Connor risultava esser completamente o quasi del tutto incenerito, i funzionari medici dichiararono che probabilmente morì sul colpo a causa di una frattura del cranio. In un'intervista dopo la gara, il vincitore Jimmy Bryan dichiarò: "È stato un incubo. Ci ho convissuto per 200 giri.".
Ampiamente accusato dell'incidente, Elisian venne sospeso dall'USAC, per poi venir reintegrato pochi giorni dopo.
In seguito all'incidente, i funzionari di gara annunciarono che sarebbe stata cambiata la procedura di partenza, abbandonando il viaggio in fila indiana lungo la pit lane; inoltre, a partire dall'edizione 1959, vennero introdotti roll bar metallici saldati al telaio dietro la schiena dei piloti e i caschi dovevano superare la certificazione di sicurezza da parte dei funzionari medici presenti sul circuito.
O'Connor è stato sepolto nel cimitero di Vernon, nella Contea di Jennings, Indiana.

## Risultati in Formula 1
| 1953 | Scuderia     | Vettura |  |    |  |  |  |  |  |  |  |  |  | Punti | Pos. |
| ---- | ------------ | ------- |  | -- |  |  |  |  |  |  |  |  |  | ----- | ---- |
| 1953 | Slick Racers | Deidt   |  | NQ |  |  |  |  |  |  |  |  |  | 0     |      |

| 1954 | Scuderia             | Vettura      |  |     |  |  |  |  |  |  |  |  |  | Punti | Pos. |
| ---- | -------------------- | ------------ |  | --- |  |  |  |  |  |  |  |  |  | ----- | ---- |
| 1954 | Hopkins/Motor Racers | Kurtis Kraft |  | Rit |  |  |  |  |  |  |  |  |  | 0     |      |

| 1955 | Scuderia      | Vettura      |  |  |   |  |  |  |  |  |  |  |  | Punti | Pos. |
| ---- | ------------- | ------------ |  |  | - |  |  |  |  |  |  |  |  | ----- | ---- |
| 1955 | Ansted Rotary | Kurtis Kraft |  |  | 8 |  |  |  |  |  |  |  |  | 0     |      |

| 1956 | Scuderia      | Vettura      |  |  |    |  |  |  |  |  |  |  |  | Punti | Pos. |
| ---- | ------------- | ------------ |  |  | -- |  |  |  |  |  |  |  |  | ----- | ---- |
| 1956 | Ansted Rotary | Kurtis Kraft |  |  | 18 |  |  |  |  |  |  |  |  | 0     |      |

| 1957 | Scuderia | Vettura      |  |  |   |  |  |  |  |  |  |  |  | Punti | Pos. |
| ---- | -------- | ------------ |  |  | - |  |  |  |  |  |  |  |  | ----- | ---- |
| 1957 | Sumar    | Kurtis Kraft |  |  | 8 |  |  |  |  |  |  |  |  | 0     |      |

| 1958 | Scuderia | Vettura      |  |  |  |     |  |  |  |  |  |  |  | Punti | Pos. |
| ---- | -------- | ------------ |  |  |  | --- |  |  |  |  |  |  |  | ----- | ---- |
| 1958 | Sumar    | Kurtis Kraft |  |  |  | Rit |  |  |  |  |  |  |  | 0     |      |

| Legenda | 1º posto     | 2º posto | 3º posto    | A punti         | Senza punti/Non class.  | Grassetto – Pole position Corsivo – Giro più veloce |
| Legenda | Squalificato | Ritirato | Non partito | Non qualificato | Solo prove/Terzo pilota | Grassetto – Pole position Corsivo – Giro più veloce |